# Rupela edusa
Rupela edusa là một loài bướm đêm trong họ Crambidae.